# Nanduji
Nanduji (znanstveno ime Rheidae) so družina ptic staročeljustnic iz Južne Amerike, edina družina reda ameriških tekačev, v katero uvrščamo samo en rod, Rhea, z dvema vrstama: večjim ameriškim nandujem in manjšim Darwinovim nandujem.

## Opis
Nanduji so velike neleteče ptice, imajo dolg vrat in dolge noge, za razliko od nojev, ki imajo na nogah po dva prsta, imajo nanduji po tri. Nanduji zrastejo približno meter in pol v višino, tehtajo pa največ 40 kilogramov.

## Obnašanje

### Povezovanje v skupine
V času, ko se ne parijo, se nanduji združijo v velike skupine, ki štejejo od 10 do 100 osebkov. V obdobju parjenja skupine razpadejo.

### Prehrana
Nanduji so vsejedi, saj poleg rastlin, ki predstavljajo večino prehrane, jedo tudi žuželke in celo mrhovino.

### Razmnoževanje
Samec dvori dvema ali več samicam. Po parjenju samec zgradi gnezdo, v katerega samica nese jajca. Gnezdo je preprosta jamica na tleh, ki je obkrožena s travo in listjem. Samec vali šest do deset jajc. Samec zagotovi preživetje večini mladičev tako, da nekaj jajc odstrani iz gnezda; tako da plenilci ne poskušajo priti v gnezdo.
Za mladiče skrbi samec, ki je zelo zaščitniški, saj napade vsakogar, ki se mu zdi nevaren; tudi samica nanduja ali človek. Mladiči v šestih mesecih dosežejo velikost odraslih, a spolno dozorijo šele pri dveh letih.